# Châteauneuf-sur-Charente
Châteauneuf-sur-Charente település Franciaországban, Charente megyében. Lakosainak száma 3562 fő (2022. január 1.). Châteauneuf-sur-Charente Angeac-Charente, Birac, Bouteville, Roullet-Saint-Estèphe, Mosnac-Saint-Simeux és Bellevigne községekkel határos.

## Népesség
A település népességének változása:
| Lakosok száma | 3475 | 3554 | 3522 | 3434 | 3429 | 3509 | 3536 | 3537 | 3546 | 3562 |
|               | 1968 | 1982 | 1990 | 2006 | 2013 | 2015 | 2017 | 2019 | 2020 | 2022 |